# World of Warcraft: Warlords of Draenor
World of Warcraft: Warlords of Draenor (WoD) este al cincilea expansion pack pentru jocul de tip MMORPG World of Warcraft, dezvoltat de Blizzard Entertainment. A fost anunțat pe 8 noiembrie 2013 la BlizzCon și lansat pe 13 noiembrie 2014. Acest expansion aduce jucătorii pe planeta Draenor, locul de origine al orcilor și al draenei-lor, înainte ca Draenor să devină Outland, așa cum este cunoscută în jocul principal.

## Povestea
Warlords of Draenor aduce o schimbare temporală prin care Garrosh Hellscream evadează din închisoare și călătorește înapoi în timp pentru a preveni căderea orcilor sub influența Legiunii Arzătoare. Acesta ajunge în Draenor, într-un punct de timp înainte de formarea Hoardei, și convinge clanurile de orci să formeze o nouă Hoardă de Fier, echipată cu tehnologii moderne.
Jucătorii trebuie să oprească amenințarea reprezentată de Hoarda de Fier, care intenționează să invadeze Azeroth. Povestea se desfășoară prin numeroase misiuni și instanțe de raid care îi conduc pe jucători prin diferite regiuni ale Draenorului, explorând atât conflictul cu orcii cât și interacțiunile cu diversele facțiuni draenei.

## Caracteristici noi

### Nivel Maxim și Capacități Noi
Expansion-ul crește nivelul maxim al personajelor de la 90 la 100, introducând noi abilități și talente pentru fiecare clasă. De asemenea, jucătorii pot experimenta un nou sistem de nivelare, cu misiuni și obiective care sunt mai bine integrate în poveste.

### Garnizoane
Una dintre cele mai semnificative adăugiri este sistemul degarnizoane (Garrisons), care permite jucătorilor să construiască și să personalizeze propria lor bază de operațiuni în Draenor. Gărziunile oferă diverse clădiri și facilități, cum ar fi barăci, mine, grădini, și ateliere de meșteșugărit. Jucătorii pot recruta și gestiona adepți (followers) care îndeplinesc misiuni și aduc recompense.

### Noi Zone și Instanțe
Warlords of Draenor introduce șapte noi zone majore: Frostfire Ridge, Shadowmoon Valley, Gorgrond, Talador, Spires of Arak, Nagrand și Tanaan Jungle. Fiecare zonă are propria sa estetică unică și povești distincte. În plus, expansion-ul adaugă mai multe dungeon-uri noi și raid-uri, fiecare oferind provocări și recompense unice.

### Modele Revizuite pentru Personaje
Toate rasele originale și cele din expansion-urile anterioare au primit modele de personaje actualizate, cu detalii grafice îmbunătățite și animații mai fluide. Aceste actualizări au adus o revigorare vizuală semnificativă pentru jucători, păstrând însă esența originală a fiecărei rase.

### PvP și Ashran
Expansion-ul introduce și o nouă zonă dedicată luptei între jucători (PvP), numită Ashran. Aceasta este o insulă unde jucătorii Hoardei și Alianței se luptă pentru controlul obiectivelor strategice, participând la bătălii masive care se desfășoară în mod continuu.

## Recepție și Impact
Warlords of Draenor a primit în general recenzii pozitive, fiind lăudat pentru povestea sa captivantă, design-ul zonelor și inovațiile aduse prin sistemul de gărziuni. Cu toate acestea, a primit și critici pentru lipsa de conținut pe termen lung, unii jucători simțind că nu a oferit suficiente activități post-lansare.
În ciuda criticilor, WoD a avut un impact semnificativ asupra jocului, reușind să readucă un număr mare de jucători vechi înapoi în World of Warcraft și consolidând baza de jucători activi pentru o perioadă considerabilă.

## Moștenire
World of Warcraft: Warlords of Draenor rămâne o parte importantă a istoriei WoW, aducând inovații și îmbunătățiri care au influențat dezvoltarea jocului pe termen lung. Deși nu fără probleme, WoD a reușit să ofere jucătorilor o experiență memorabilă în universul vast și dinamic al World of Warcraft.

## Legături externe
- World of Warcraft - mituri si legende
- Site web oficial (SUA)
- Site web oficial (Europa)
- World of Warcraft: Warlords of Draenor la Internet Movie Database